# 小行星1326
小行星1326（1326 Losaka）是一颗围绕太阳公转的小行星。1934年7月14日，西里爾·傑克遜在约翰内斯堡发现了此天体。
該小行星以尚比亞的首都路沙卡命名。
这颗小行星的绝对星等为278.79060等。